# Josiah Latimer Clark

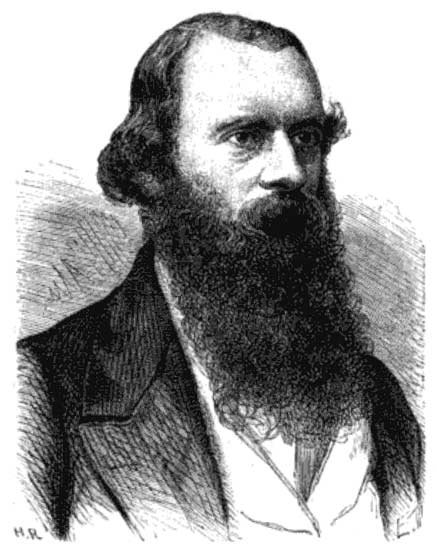
Josiah Latimer Clark

Josiah Latimer Clark (Marlow (Buckinghamshire), 10 maart 1822 – Londen, 30 oktober 1898) was een Engels elektrotechnicus en uitvinder. Hij was met name betrokken bij de ontwikkeling van de telegrafie, en in het bijzonder bij de trans-Atlantische telegraafkabel.

## Levensloop
Clark werkte aanvankelijk bij een chemische fabriek in Dublin, maar in 1848 werd hij assistent-werktuigkundige onder zijn oudere broer Edwin Clark (1814-1894) bij de constructie van de Britannia Bridge over de Menaistraat. Toen zijn broer twee jaar later tot ingenieur bij de Electric Telegraph Company werd benoemd, werd Josiah opnieuw zijn assistent, maar hij volgde hem later op als hoofdingenieur.
In 1854 nam hij een patent op het "transport van brieven of pakketjes tussen locaties door middel van luchtdruk en vacuüm" en later was hij betrokken bij de bouw van een grote buizenpostinstallatie tussen het hoofdpostkantoor en station London Euston.
Rond dezelfde periode hield hij zich ook bezig met experimenteel onderzoek naar het transport van elektriciteit via onderzeese kabels, waarover hij in 1855 een vlugschrift publiceerde. In 1859 was hij lid van een commissie die door de regering was aangesteld om de talrijke storingen en gebreken in onderzeese kabels te onderzoeken. Samen met zijn partner Charles Tilston Bright voerde hij verbeteringen door in de kabelisolatie.
Josiah Clark verdiepte zich tevens in elektrische metingen, vond het clark-normaalelement uit en speelde een leidende rol bij de ontwikkeling van elektrische standaarden. Ter ere van de 18-19e-eeuwse Italiaanse natuurkundige Alessandro Volta werd door Clark het begrip "volt" geïntroduceerd.

## Publicaties
- J.T. Clark, An Elementary Treatise on Electrical Measurements, 1868
- J.T. Clark, H. Sadler, The Star Guide, 1886
- J.T. Clark, A Dictionary of Metric and Other Useful Measures, 1891